# 遗忘之城
《遗忘之城》是由澳大利亚游戏工作室Modern Storyteller开发、Dear Villagers发行、在维多利亚电影公司提供额外支持的奇幻角色扮演与冒险游戏。它由2015年发布的一款《上古卷轴V：天际》同名游戏模组改编而成，完整游戏版本于2021年7月发布，登陆PlayStation 5、PlayStation 4、Xbox Series X、Xbox One和Microsoft Windows平台。2021年9月以云游戏的形式登陆任天堂Switch。

## 剧情
在2021年完整游戏版本与2015年游戏模组中，《遗忘之城》的故事讨论了人类与法律之间的关系。游戏开始时，主角被一个名叫凯伦的女人从台伯河中救起，凯伦让主角寻找她的朋友阿尔·沃思，他在调查附近的一些废墟时失踪了。当玩家探索上述废墟时，主角被送往那些建筑还未变成废墟的2000多年前的罗马帝国时代。随着剧情的推进和玩家的不断探索，游戏详细说明了这座城市正处于众神有条件的保护之下，即黄金法则（来源于矮人法则）：如果有人犯罪，这座城市的所有公民都将受到同等惩罚，全部变成金子。城市中遍布着此前居民变成的黄金雕像，而似乎只有主角有时能听到这些黄金雕像发出的耳语。这座城市的居民们也并不清楚黄金法则中衡量罪恶的具体标准，产生过许多矛盾的现象。如果黄金法则被违反，玩家可以进入一个传送门启动时间循环，回到主角刚来到此处的时间点，这个过程中，玩家能够保留一些物理和精神物品，例如重要物品和信息。
游戏的故事情节与模组中的原始故事发生了显著变化，游戏的背景也从矮人废墟移到了古罗马，脚本演出被更新和重写。在原始故事的基础上添加和扩展了多个结局。
游戏中的每个角色都有详细的背景故事和独特行为逻辑，这让玩家在游戏中做出每一个决定都会产生复杂的影响。开发者计划后续将通过游戏模组的形式提供内容扩展。 

## 游戏开发
从2011年《上古卷轴V：天际》发行之初起，首席开发者兼编剧尼克·皮尔斯（Nick Pearce）就开始带头进行《遗忘之城》的漫长开发进程。在此之前，皮尔斯曾表示，他制作的游戏模组灵感来自于他本人对《辐射：新维加斯》中游戏模组的体验，特别是由“Someguy2000”制作的《新维加斯赏金》。皮尔斯花费了1700多个小时来完成他的处女作《遗忘之城》。该模组后来在《上古卷轴V：天际特别版》的控制台版本中发布，时至今日该模组仍然是该游戏的顶级Xbox One模组之一。
在2016年模组发布之后，皮尔斯辞去工作，他聘请了其他几位开发人员组建了Modern Storyteller游戏工作室。在此基础上的开发过程花了四年半的时间，皮尔斯本人在恶劣的开发条件下努力避免与其他开发人员发生冲突，他曾一度每周工作80小时，直至产生幻觉。 在开发过程中，他们对原始模组进行了彻底检修，更改了部分设置并做出了许多改进，例如为游戏添加了专业的配音，增加独特的游戏机制及原创的管弦乐。最终，原始剧本从大约 35,000 字增加到 80,000 多字。

## 评价
游戏模组和游戏作品在发布时都获得了一致好评，该模组是第一批在模组社区之外获得过官方荣誉的视频游戏模组之一，特别是由澳大利亚作家协会授予的澳大利亚编剧工会奖。该模组在模组社区中获得了巨大成功，时至今日仍然是该游戏的顶级模组之一，并成为Mod DB最优秀的项目之一。
IGN为这款游戏做出9/10的评价：“《遗忘之城》通过精彩的对话和人物角色探索了有趣的道德困境。”《卫报》的卢克·霍兰德给它打了4/5颗星，他写道：”尽管存在一些小的技术问题，《遗忘之城》仍然达成了一项巨大的成就，它像一个迷宫似的沙盒，里面塞满了人际关系中的各种神秘事件”，“每经过一关，事情真相都会越来越明朗” TouchArcade十分欣赏这个游戏的人物和主题：“这个游戏有很多关于道德的观点，而且它并不是在说教。恰恰相反，它看起来更像是对一些假设进行了深思熟虑的检测”。 尽管Nintendo Life提到它在某些地方很“垃圾”，但它赞扬了《遗忘之城》的叙事节奏，说它“没有过于热情，一下子告诉你许多事情”，“保持在合适的范围内”。
Rock, Paper, Shotgun很喜欢这部作品，但他批评了玩家与各个角色的对话方式：“当你走到某人面前和他们进行互动时，会显示他们的上半身的样子，如果他们背朝你，他们还会转身面对你并在摆出说话姿势时停顿一下。这虽然只是几秒钟的时间，但每一次互动都会花费这几秒钟的时间。”GameSpot很喜欢玩家通过时间循环不断获得进展，他写道：“当你第一次找到解决方案时，你会感到很满意，但当你看到这每一个解决方案是如何作为更大的拼图的一部分构成一个更大问题的解决方案，并在此过程中你能够找到新的调查途径时，你会更加满意”。Eurogamer赞扬了每个单独谜题之间的联系：“时间循环本身能够导致产生一些奇妙的东西，然后以一种巧妙的方式将其与谜题联系起来”。PCGamer喜欢玩家能够影响游戏中道德系统的设计，但他批评战斗是笨拙又无趣的：“我不得不在一个充满令人毛骨悚然的动画雕像的废墟宫殿中溜达……它们一开始让我十分害怕，但当那些怪异的雕像一次又一次地朝我跑来时，我很快就感觉到无聊了”。

### 奖项与提名
| 年份 | 奖项                 | 类别             | 获提名   | 结果 | 来源          |
| ---- | -------------------- | ---------------- | -------- | ---- | ------------- |
| 2015 | Skyrim Nexus         | 月度文件（十月） | 遗忘之城 | 獲獎 | [ 26 ]        |
| 2015 | Mod DB               | 年度游戏模组     | 遗忘之城 | 提名 | [ 26 ]        |
| 2016 | 澳大利亚编剧工会奖   | 最佳互动媒体     | 遗忘之城 | 獲獎 | [ 26 ] [ 27 ] |
| 2021 | 澳大利亚游戏开发者奖 | 最佳叙事         | 遗忘之城 | 獲獎 | [ 28 ]        |
| 2021 | 游戏大奖             | 最佳新晋独立游戏 | 遗忘之城 | 提名 | [ 29 ]        |